# Beccumon jarujini
Beccumon jarujini is een krabbensoort uit de familie van de Potamidae. De wetenschappelijke naam van de soort is voor het eerst geldig gepubliceerd in 1993 door Ng & Naiyanetr.